# 독 왓슨
독 왓슨(Doc Watson, 1923년 3월 3일 ~ 2012년 5월 29일)은 미국의 기타리스트, 싱어송라이터이다. 시각 장애인이며, 블루그래스 기타 전문가이다.

## 인물
1923년 3월 3일, 미국 노스캐롤라이나 딥갭 출신이다. 정식 레코드 데뷔는 1964년으로 늦게하였다. 많은 블루그래스 기타리스트들에게 영향을 주었다. 아들 마르 왓슨과 함께 레코딩을 계속하고 있었지만, 1985년에 마르가 사고로 급사하였다. 하지만 그 비극을 극복하고 많은 세션과 라이브 활동을 다시 전개했다. 2010년도에 버클리 음악 대학에서 명예 박사 학위를 수여받았다.
이후 2012년 결장 수술을 받은 후 후유증으로 5월 29일 노스캐롤라이나 윈스턴세일럼의 웨이크 포레스트 배티스트 메디컬 센터에서 90세의 나이로 서거하였다.